# 10 Pułk Dragonów (Imperium Rosyjskie)
10 pułk dragonów (ros. 10-й драгунский Новгородский Короля Вюртембергского полк) – oddział kawalerii okresu Imperium Rosyjskiego.

## Charakterystyka
Pułk sformowany został w 1811. Stacjonował między innymi w m. Sumy.

 W przededniu I wojny światowej pułk etatowo posiadał sześć szwadronów. W stanie bojowym liczył około  850 żołnierzy. Choć zachowywał historyczną nazwę dragonów, nie miało to już związku z jego taktyką działania.

Pułk rozformowany został w 1918.

## Podporządkowanie
Lipiec 1914:
- 10 Korpus Armijny – Charków[5]
  - 10 Dywizja Kawalerii – Charków
    - 1 Brygada Kawalerii – Sumy
      - 10 pułk dragonów – Sumy